# Romantiek (muziek)

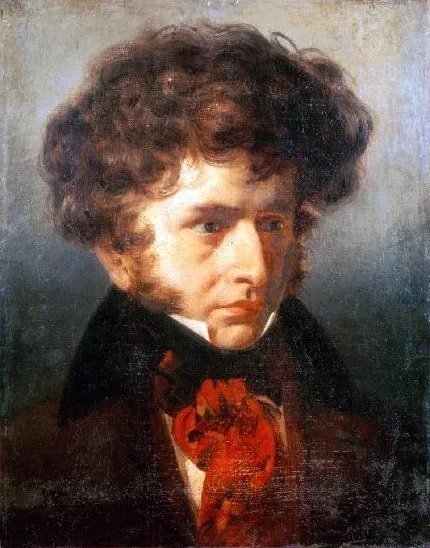
Berlioz

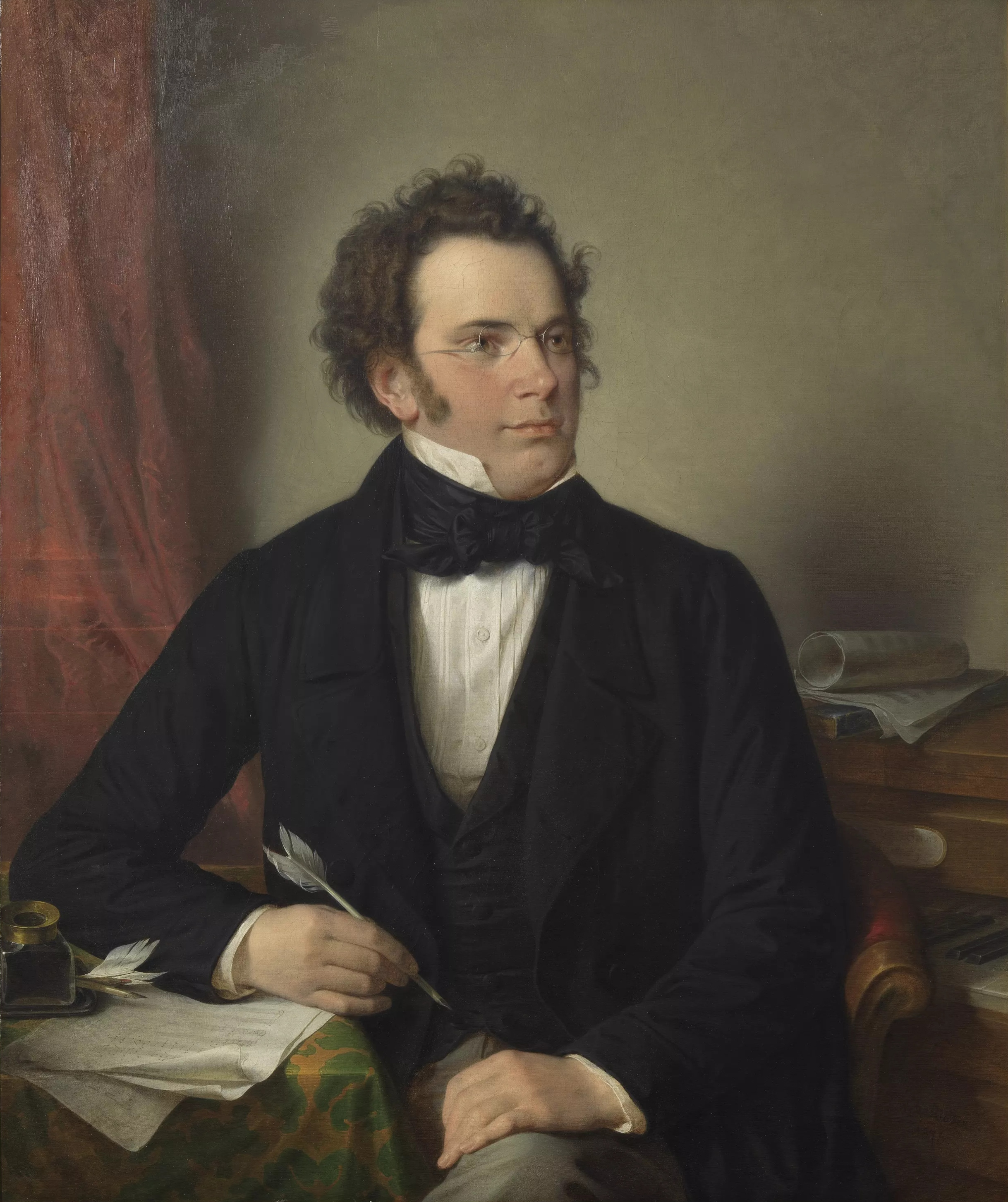
Schubert

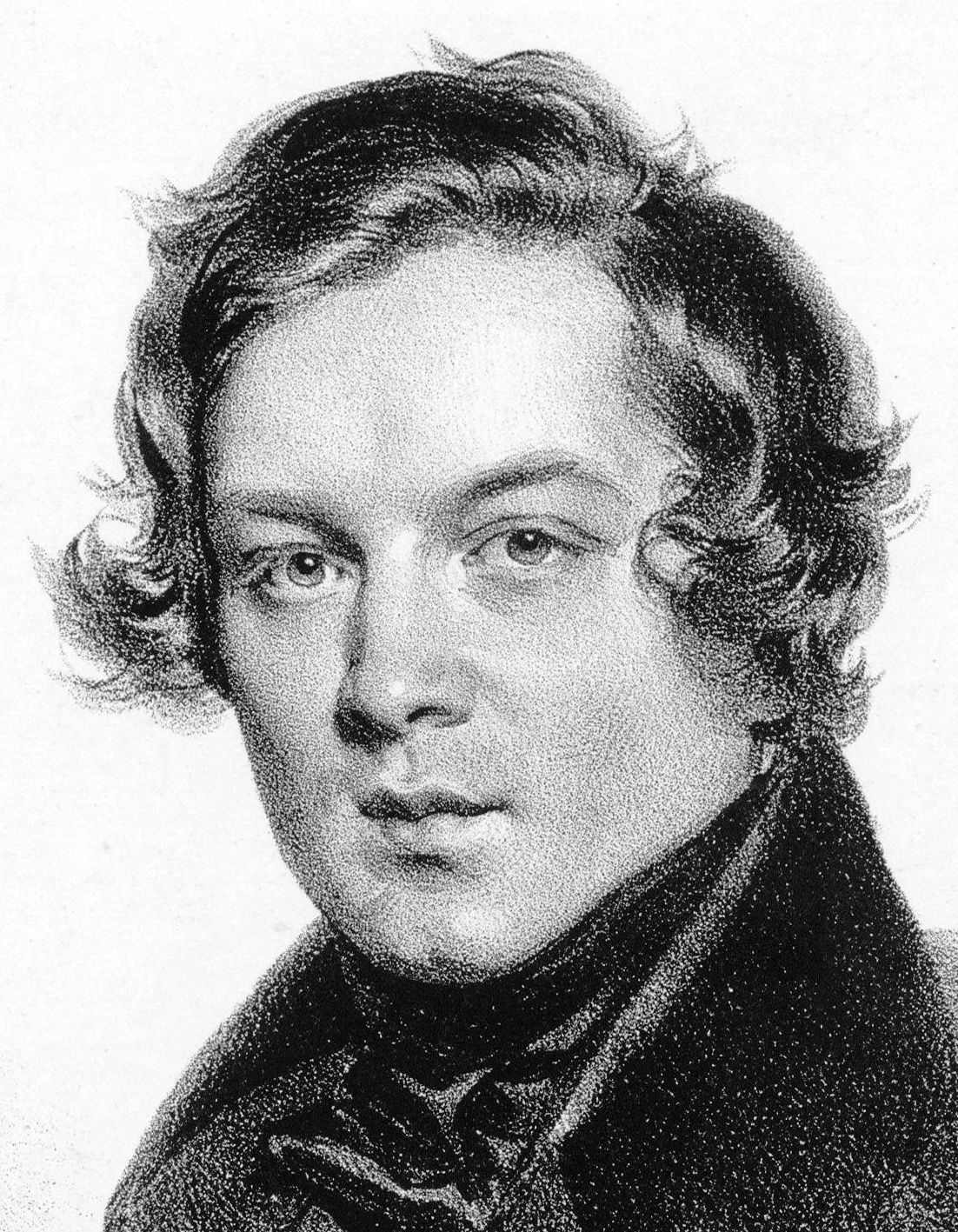
Schumann

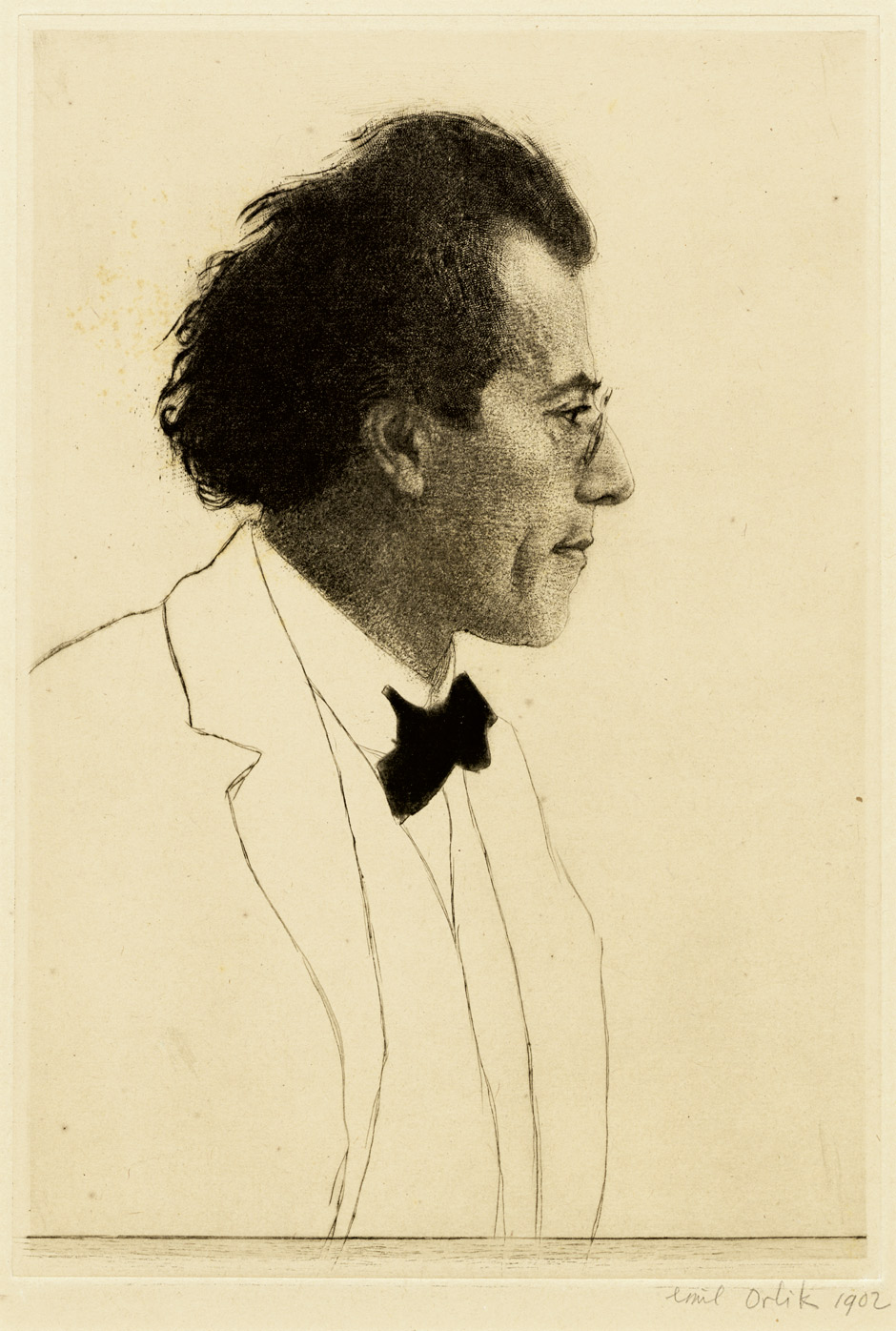
Mahler

De romantiek is een kunststroming uit de 19e eeuw. In de romantische periode van de klassieke muziek maken componisten steeds grotere composities met steeds meer noten en moeilijkere ritmes. De orkesten werden groter en ze gebruiken veel en vreemde, niet eerder toegepaste muziekinstrumenten. Er is veel drama en emotie te horen. Alles draait om wat mensen voelen, fantasie en de natuur. Veelvuldig terugkerende thematiek omvat dan ook onder andere de verheerlijking van de liefde (zowel de ideale als onmogelijke), hang naar het nostalgisch verleden, hernieuwd enthousiasme voor de natuur, de dood en de spontane en subjectieve menselijke emoties als vreugde, verdriet, verwondering, angst, pijn en verlangen.
Componisten zijn nu niet meer in dienst van de koning, de keizer of bij een kleinere hofhouding, ze moeten hun muziek dus zelf zien te verkopen aan de luisteraars. De muziekopleiding gebeurt niet meer aan de kerkscholen, maar aan conservatoria die worden betaald door de overheid. Musicus wordt een echt beroep.
De muziek die tijdens de romantiek geschreven wordt, wordt ook steeds complexer. De tendens van deze ontwikkelingen in de 19e eeuw is afkomstig uit de vooruitgangsgedachte uit de Verlichting, en leidde tot steeds grotere werken, grotere orkesten, virtuozere speeltechnieken op verbeterde muziekinstrumenten en complexere harmonische ontwikkelingen.
Door amateurmusici is die moeilijkere muziek niet echt goed meer te spelen en het virtuozendom floreert. Daarom schrijven componisten daarnaast salonstukjes, de lichtere muziek. Voor de meeste componisten is dat geen serieus werk, zij willen liever ernstige muziek schrijven. Zo ontstaat er een verschil tussen ernstige en de lichte muziek.
De romantiek, en het bijbehorende victoriaanse tijdperk eindigen in een wereldbrand: de Eerste Wereldoorlog. Na het einde van het romantische tijdperk, ook in onze tijd, keren er nog wel romantische elementen terug in de muziek, bijvoorbeeld in de nieuwe romantiek.

## Ontwikkeling
Na Ludwig van Beethoven (1770-1827), de muziekrevolutionair en wegbereider van de muzikale romantiek, ontstaan diverse stromingen in Frankrijk en Duitsland/Oostenrijk. Via Franz Schubert (1797-1828), Bruckner (1824-1896) en Gustav Mahler (1860-1911) krijgt de symfonie zijn grootste complexiteit en grootsheid. In Frankrijk is Hector Berlioz (1803-1869) zonder twijfel de belangrijkste vertegenwoordiger van de romantiek.
Felix Mendelssohn Bartholdy (1809-1847), Robert Schumann (1810-1856) en Johannes Brahms (1833-1897) brachten de typische romantische liederen- en kamermuziekcultuur tot grote hoogten, waarbij hier Schubert als grondlegger moet worden genoemd.
De grote operacomponisten vinden we in Italië: onder anderen Giuseppe Verdi en Giacomo Puccini. In Duitsland is het Wagner (1813-1883) die via zijn opera's ('Gesamtkunstwerken') een nieuwe muzikale wereld opent. De Russen lieten zich vanaf het midden van de 19e eeuw niet onbetuigd: Glinka, Modest Moessorgski, Nikolaj Rimski-Korsakov en Borodin brachten een Russische romantische stijl, waar Tsjaikovski (1840-1893) veel westerse invloeden aan toevoegde. Sergej Rachmaninov (1873-1943) was een van de laatste exponenten van de Russische romantiek.
De late werken van de late romantici als Camille Saint-Saëns (Danse Macabre, Carnaval des Animaux), Bruckner (9e symfonie, 1896) en Mahler (9e en 10e symfonie, 1909-1911) geven al nieuwe richtingen aan. De romantiek leeft echter tot ver in de 20e eeuw voort in componisten als Richard Strauss, Jean Sibelius en Carl Nielsen, terwijl diverse tijdgenoten de tonaliteit dan al verlaten hebben.
Muzikale elementen van de Romantische Symfonie:
- Grotere bezettingen
- Zowel vierdelig (menuet is definitief verdwenen) als een ander aantal delen
- Het symfonisch gedicht is een nieuwe vorm van orkestmuziek, geheel vrij in zijn vorm
- De lengte van de symfonieën groeit behoorlijk
- Werkverdeling: de 1e violen hebben niet meer automatisch de melodie, aandacht voor andere instrumenten.

De Romantische Symfonie is typisch voor de romantiek doordat het veel modulaties bevat, lange melodische lijnen en een sterke climaxwerking heeft, veel dynamische uitersten bevat, complexe harmonische structuren heeft. Ook door het rubatospel (vrij in tempo) en tempowisselingen wordt de Romantische Symfonie gekenmerkt.

## Kenmerken in de stijl
- De uitbeelding van subjectieve ziels- of gevoelszaken, gepaard met invloed van buitenmuzikale thematiek.
Voorbeelden: Hector Berlioz schetst in zijn Symphonie fantastique taferelen uit het leven van een kunstenaar en beelden uit een droom; het Faust-thema in muziek van Robert Schumann, Franz Liszt e.a.; de verheerlijking van nacht als tegenhanger van de dag, zoals in Frédéric Chopins Nocturnes of in de Nachtstücke op. 23 van Schumann.
- De relatie van de mens tot de natuur, die enerzijds bejubeld wordt, anderzijds als bedreigend wordt ervaren
Voorbeelden: Orage van Liszt; de Hebriden-Ouverture van Mendelssohn; Der Ring des Nibelungen van Richard Wagner
- Het opnemen van archaïsche elementen, zoals verwijzingen naar de polyfonie van weleer
Voorbeelden: het fugato in de grote Sonate in b klein van Liszt, de Händelvariaties op. 24 van Johannes Brahms
- Elementen uit de eenvoudige volksmuziek, zoals eenvoudige melodietjes
Voorbeelden: Ballades op. 10 van Johannes Brahms, waarvan een zelfs een tekst bevat van een Schots liedje; Im Volkston in de Lyrische Stücke van Edvard Grieg
- Exotische effecten door gebruik van nationaal coloriet of folkloremuziek
Voorbeelden: Chopins werken laten veel Poolse invloeden zien in diens mazurka's en polonaises; Aleksandr Glazoenov schrijft typisch Russische folkloremelodieën in zijn werken, zoals in het saxofoonconcert.

## Kenmerken in de muziek
1. Melodisch:
  - vaak langere thema's dan voorheen;
  - brede bogen naar climax of rust
  - chromatiek
  - accelerando / ritenuto
  - crescendo / diminuendo
2. Harmonisch:
  - Toenemende chromatiek
  - Steeds verdergaande modulaties
  - Leidtoonspanning
3. Compositie-technieken:
  - Homofoon, soms ook wel polyfoon
  - Virtuositeit
4. Klankkleur:
  - Groter orkest
  - Meer aandacht voor andere groepen dan de strijkers
  - Kleurmenging
  - Uitbuiten van de kleurmogelijkheden van de diverse instrumenten
5. Toonsoorten:
  - Mineur / majeur (met een lichte voorkeur voor mineur)
  - Meer en wildere modulaties naar ver gelegen toonsoorten in 1 stuk of deel
6. Contrasten:
  - Groter dan classicisme (dynamiek)
7. Structuur:
  - Hoofdvorm wordt nog gebruikt, maar uitgebreid en soms ook andere, vrije structuren
  - Programmamuziek volgt het verhaal
  - Fantasievormen worden bedacht, zoals de 'Rapsodie'
8. Tempo:
  - Er worden meer extreem snelle en extreem langzame tempi voorgeschreven
  - Het rubato doet zijn intrede
  - Bij tempoaanduidingen volgen meer aanduidingen voor de uitvoerende; voorbeeld: "Allegro" wordt "Allegro con espressione, molto rubato e pianissimo".